# 김비 (소설가)
김비(1971년 2월 13일 ~ , 경기도 파주군 임진면)는 대한민국의 트랜스젠더 소설가이다. 천하장사 마돈나의 자문을 맡았다.

## 저서
- 《못생긴 트랜스젠더 김비 이야기》, 오상,  2001년 9월 5일
- 《개년이》, 여름솔, 2002년 12월 16일
- 《나나누나나》, 해울, 2006년 8월 15일
- 《플라스틱 여인》, 동아일보사,  2007년 2월 23일
- 《다이어트 홀릭》, 송은일 공저, 텐에이엠, 2009년 4월 28일
- 《네 머리에 꽃을 달아라》, 삼인, 2011년 10월 14일
- 《빠쓰정류장》, 가쎄, 2012년 10월 31일
- 《붉은 등, 닫힌 문, 출구없음》, 장편소설, 2015년
- 《에리히프롬 평전》 번역, 2016년